# Бірюльов Юрій Олександрович
Юрій Олександрович Бірюльов  (нар. 21 серпня 1952, Софія, Болгарія) — львівський історик мистецтва, енциклопедист. Співредактор часопису «Галицька брама». Досліджує історію архітектури сецесії на Галичині.

## Біографія
Народився в Софії. Навчався у Львівському університеті на історичному факультеті (1970—1975). У 1975—1978 роках працював вчителем історії у восьмикласній школі в селі Добростани Яворівського району Львівської області.
У 1978—1987 роках працював науковим співробітником у Львівській національній галереї мистецтв.
Викладав історію мистецтва на кафедрі мистецтв Військового інституту Національного університету «Львівська політехніка» (1987—1996).
З 1997 року головний науковий редактор видавництва «Центр Європи».
З 2002 року викладає історію мистецтва і архітектури на кафедрі дизайну і основ архітектури НУ «Львівська політехніка», з 2011 року на посаді доцента. З вересня 2016 року — професор кафедри дизайну інтер'єрів Львівської національної академії мистецтв. Атестат професора кафедри дизайну середовища від 30 листопада 2021 року. Член Вченої ради факультету дизайну і Вченої ради ЛНАМ. Член Спеціалізованої вченої ради Д 35.103.01.
Доктор мистецтвознавства, габілітований доктор. 1986 року захистив кандидатську дисертацію на тему «Стиль сецесія у мистецтві Львова кінця ХІХ — початку ХХ ст.» у Всесоюзному науково-дослідному інституті мистецтвознавства (Москва). У червні 2013 р. після завершення процесу габілітації Вчена рада історичного факультету Варшавського університету присвоїла йому науковий ступінь габілітованого доктора гуманітарних наук у галузі історії мистецтва на підставі видатних наукових досягнень: монографії про львівську скульптуру та інших 25 наукових публікацій 2005—2013 рр. 1 липня 2014 р. Спеціалізована вчена рада Львівської національної академії мистецтв постановила присвоїти йому вчений ступінь доктора мистецтвознавства за спеціальністю «образотворче мистецтво» (диплом видано 23 вересня 2014 р.).
Лауреат Обласної премії в галузі культури у номінації «Мистецтвознавство і культурологія» імені С. Гординського за 2016 рік.
Член Національної спілки художників України від 1989 р., член Спілки критиків та істориків мистецтва у Львові від 2000 року. Почесний член Польського інституту досліджень світового мистецтва у Варшаві від 2021 р.
1986 створив і відкрив для експозиції у Львівській національній галереї мистецтв виставку «Львівська сецесія: архітектура, декоративно-прикладне мистецтво, графіка, книга, живопис, скульптура», що супроводжувалась науковим каталогом (Л., 1986. — 96 с.) та доповідями. 1994 року — співорганізатор виставки «Загальна крайова виставка у Львові 1894 р.» у Міжнародному центрі культури в Кракові.
Співробітничає з багатотомними виданнями — в Україні: «Енциклопедія Львова» і «Енциклопедія Сучасної України», в Польщі: «Słownik Artystów Polskich». Один з редакторів і від 1994 постійний автор часопису «Галицька брама».
Досліджує історію мистецтва західної України і особливо Львова й Львівщини XVIII—XX ст.
Scopus Author ID 57221496221
ORCID (Відкритий ідентифікатор дослідника і співавтора) https://orcid.org/0000-0003-3455-9614

## Основні праці
Автор понад 500 статей і книг, у тому числі монографій:
1. Biriulow J. Secesja we Lwowie (Сецесія у Львові), польською мовою. — Warszawa, 1996. — 231 s. — ISBN 83-86117-55-9.
2. Бірюльов Ю. Мистецтво львівської сецесії. — Л.: Центр Європи, 2005 (видання друге, виправлене: 2016). — 184 с. — ISBN 978-966-7022-44-7.
3. Архітектура Львова XIX століття / Architektura Lwowa XIX wieku. — Kraków / Краків, 1997. — 91 с. + 174 ілюстр. (у співавторстві, укр. і пол. мовами). — ISBN 83-85739-43-2.
4. Biriulow J. i in. Piotr Tarnawiecki, architekt lwowski (Пйотр Тарнавецький, львівський архітектор); пол. мовою, у співавторстві. — Львів, 2002. — 104 s. — ISBN 966-7022-27-7.
5. Biriulow J. Rzeźba lwowska od połowy XVIII wieku do 1939 roku: Od zapowiedzi klasycyzmu do awangardy (Львівська скульптура від раннього класицизму до авангардизму, середина XVIII ст. — 1939 р.). — Warszawa: Neriton, 2007, 388 s. — ISBN 978-83-7543-009-7.
6. Бірюльов Ю. Захаревичі: Творці столичного Львова. — Львів: Центр Європи, 2010. — 336 с. — ISBN 978-966-7022-86-0.
7. Biryulov Y. / Бірюльов Ю. Sur les traces de l'Art Nouveau en Ukraine: Kiev et Lviv / Пам'ятки стилю модерн в Україні: Київ та Львів. — Bruxelles / Брюссель: CIVA, 2010. — 322 c. (укр. і франц. мовами). — ISBN 2-930391-37-5.
8. Львівська поштівка: Мандрівка давнім містом / З колекції Олександра Коробова / Текст та упорядкування Юрія Бірюльова / Pocztówka lwowska. Podróż po dawnym mieście. Ze zbiorów Aleksandra Korobowa Tekst i układ Jurija Biriulowa. — Львів: Ладекс, 2012. — 488 с. — ISBN 978-966-8233-57-9.
9. Юрій Бірюльов. Львівська скульптура від раннього класицизму до авангардизму (середина XVIII — середина XX ст.). — Львів: Апріорі, 2015. — 528 с. — ISBN 978-617-629-230-2.
10. Бірюльов Ю. / Biryulov Y. Єврейська архітектурна спадщина Львова: монографія / The Jewish Architectural Legacy of Lviv: A monograph. — Львів: Видавництво Старого Лева, 2024. — 632 с. — (Серія «Єврейський Музей ім. Максиміліана Гольдштейна у Львові»). — ISBN 978-966-448-014-4.

Упорядник, головний редактор і один з основних авторів книг:
1. Львівщина: Історико-культурні та краєзнавчі нариси. — Л.: Центр Європи, 1998. — 392 с. — ISBN 966-7022-23-4.
2. Lviv: A Guidebook for the Visitor / Львів: Туристичний путівник. — First edition / Видання перше. — Lviv: Publishing House «Centre of Europe», 1999; Видання друге / Second edition: 2007. — 548 с. (Концепція, наукова і художня редакція, авторське упорядкування, макетування, авторство текстів на с. 7-20, 107—272, 487—500). ISBN 966-7022-09-9.
3. Lwów: Ilustrowany przewodnik. — Lwów: «Centrum Europy», 2001. — 320 s. — ISBN 966-7022-26-9 (Україна), 83-88649-32-9 (Польща)
4. Архітектура Львова: Час і стилі. XIII—XXI ст. — Л.: Центр Європи, 2008. — 720 с. — ISBN 978-966-7022-77-8.

Автор путівників:
1. Знайомтесь зі Львовом. Путівник (укр., пол., англ., нім., фр. мовами). — Л., 2001, 29 с. — ISBN 966-7022-26-9.
2. Золота підкова: Подорож Львівщиною (укр., пол., рос., англ. мовами). — Л., 2002, 24 с. — ISBN 966-7022-01-03.
3. Львівська галерея мистецтв. Путівник (укр., пол. мовами). — Л., 2003, 36 с. — ISBN 966-7022-58-7.
4. Польське мистецтво у Львівській галереї мистецтв (пол. мовою). — Л., 2003, 36 с. — ISBN 966-7022-57-9.
5. Львівська опера. Путівник (укр., пол. мовами). — Л., 2006, 36 с. (співавтор Ю. Смірнов). — ISBN 966-7022-45-5.
6. Личаківський цвинтар (пол. мовою). — Л., 2005, 24 с. (співавтор О. Шишка). — ISBN 966-7022-35-8.
7. Еврейское наследие Львова (англ., рос. мовами). — Л., 2002, 24 с. — ISBN 966-7022-39-0.
8. Чернівці — серце Буковини (укр., англ., нім., рос. мовами). — Л., 2002, 25 с. — ISBN 966-7022-31-5.
9. Замки Західної України. Путівник (укр., пол. мовами). — Л., 2005, 24 с. (співавтор О. Волков). — ISBN 966-7022-40-4.

Вибрані статті Ю. Бірюльова:
1. Львівські портрети Фридеріка Паутча // Проблеми слов'янознавства. — Випуск 25. — Львів, 1982. — С. 84-92. https://institutes.lnu.edu.ua/slavonic-studies/wp-content/uploads/sites/6/2016/02/ps25.pdf [Архівовано 7 листопада 2021 у Wayback Machine.]
2. 100-ліття архітектурного спектаклю // Галицька брама. — № 2, жовтень 1994. — С. 8-9. https://drive.google.com/file/d/0B9nmw4ALxmjsSnZOUWoxZm15RUE/edit?resourcekey=0-31eeDn-JQY-cUjVn_zQYpw [Архівовано 7 листопада 2021 у Wayback Machine.]
3. Два століття головної вулиці Львова // Галицька брама. — 1998. — № 2(38). — С. 6-8. https://drive.google.com/file/d/0B9nmw4ALxmjseF9veC1KWEx2Ukk/edit?resourcekey=0-USjB74vLmqAU9mq4niEh6g [Архівовано 7 листопада 2021 у Wayback Machine.]
4. Мистецькі зв'язки Львова та Чернівців у ХІХ — на початку XX століття // Архітектурна спадщина Чернівців австрійської доби. — Чернівці, 2003. — С. 113—119.
5. Сецесія у Львові // «Ї», 2003, № 29: «Genius loci: Leopolis, Львів, Lemberg, Lwów». — C. 170—181.
6. Вілли архітекторів // Галицька брама. — 2007. — № 3-4 (147—148). — C. 21-25.
7. Скульптура в історичному центрі Львова та проблеми її збереження // Галицька брама. — 2008. — № 12 (168). — С. 16-22.
8. Ранній класицизм у скульптурі Львова XVIII ст. // Пам'ятки України: історія та культура. — 2008. — № 2. — С. 38-50. https://elib.nlu.org.ua/view.html?&id=10490 [Архівовано 7 листопада 2021 у Wayback Machine.]
9. Йоган Шимзер — видатний майстер львівського класицизму // Мистецтвознавство'09. — Львів: Спілка критиків та істориків мистецтва, Інститут народознавства НАН України, 2009. — С. 67-82.
10. Класицизм у львівській скульптурі: творчість Антона Шимзера // Мистецтвознавство'10. — Львів: Спілка критиків та істориків мистецтва, Інститут народознавства НАН України, 2010. — С. 31-42.
11. Брати Вітвери і розквіт класицизму у львівській скульптурі початку XIX ст. // Вісник Харківської державної академії дизайну і мистецтв. — 2010. — № 7. — С. 85-88.
12. Стильовий та жанровий діапазон творчості українських митців Львова міжвоєнного двадцятиліття (1919—1939) // Мистецтвознавство України: Збірник наукових праць. Спецвипуск / Редкол.: А. Бокотей (голова) та ін.; Інститут проблем сучасного мистецтва НАМ України. — Львів: Афіша, 2011. — С. 86-103.
13. Стилістична еволюція в творчості Пауля Ойтеле // Мистецтвознавство'11. — Львів: Спілка критиків та істориків мистецтва, 2011. — С. 33-48. https://issuu.com/858752/docs/zbirnyk_11 [Архівовано 7 листопада 2021 у Wayback Machine.]
14. Львівський мистець Леонард Марконі // Студії мистецтвознавчі. — Київ: Інститут мистецтвознавства, фольклористики та етнології ім. М. Т. Рильського НАН України, 2011. — № 2 (34). — С. 40-52. http://dspace.nbuv.gov.ua/handle/123456789/39356 [Архівовано 7 листопада 2021 у Wayback Machine.]
15. Пізній романтизм, веристичні та необарокові тенденції у скульптурах Юліана Марковського // Вісник Харківської державної академії дизайну і мистецтв. — 2012. — № 1. — С. 73-77.
16. Відгомін Відня: Нове мистецтво Львова кінця ХІХ — початку ХХ ст. (архітектура, скульптура, живопис) // Нова подорож до Європи. — Львів: ВНТЛ-Класика, 2012. — С. 70-89.
17. Львівські скульптури батька і сина Островських // Львівська національна галерея мистецтв: Дослідження і матеріали. Науковий збірник. — Випуск ІІІ, 2010—2011. — Львів: Центр Європи, 2012. — С. 92-97.
18. Видатний майстер львівської монументальної скульптури А. Попель // Вісник Національного університету «Львівська політехніка». — № 728: Архітектура. — Львів: Видавництво Львівської політехніки, 2012. — C. 190—196. http://ena.lp.edu.ua:8080/handle/ntb/15719 [Архівовано 7 листопада 2021 у Wayback Machine.]
19. Творча спадщина архітекторів родини Консулових / Співавтор Б. С. Черкес // Вісник Національного університету «Львівська політехніка». — № 728: Архітектура. — Львів: Видавництво Львівської політехніки, 2012. — С. 260—264. http://ena.lp.edu.ua:8080/handle/ntb/15774 [Архівовано 7 листопада 2021 у Wayback Machine.]
20. Творчість львівських скульпторів родини Пер'є // Мистецтвознавство'12. — Львів: Спілка критиків та істориків мистецтва, 2012. — C. 55-70. https://issuu.com/858752/docs/zbirnyk_2012 [Архівовано 7 листопада 2021 у Wayback Machine.]
21. Камінь — не вічний. Проблеми збереження і дослідження скульптурної спадщини Львова // Студії мистецтвознавчі. — Київ: Інститут мистецтвознавства, фольклористики та етнології iм. М. Т. Рильського НАН України, 2012. — № 2 (38). — C. 129—141. http://sm.etnolog.org.ua/download/pdf/sm_2012_2.pdf [Архівовано 7 листопада 2021 у Wayback Machine.]
22. Вступ: «Лицар старого Львова», наукова редакція і коментарі // Яворський Ф. Про сірий Львів. — Львів: Центр Європи, 2012. — 288 с.
23. Особливості взаємодії скульптури з архітектурою в творчості Теобальда Оркасевича // Вісник Національного університету «Львівська політехніка». — № 757: Архітектура. — Львів: Видавництво Львівської політехніки, 2013. — C. 325—329. http://ena.lp.edu.ua:8080/handle/ntb/21530 [Архівовано 7 листопада 2021 у Wayback Machine.]
24. Виправлення, зауваження і коментарі // Яворський Ф. Львів давній і вчорашній / Наукова редакція Юрія Бірюльова — Львів: Центр Європи, 2014. — 312 с.
25. Stylistic Evolution of the Lviv Sculptural and Architectural Ensembles in the 19th and the Early 20th Century // Architectural Studies / Архітектурні дослідження. — 2015. — Volume 1. — Number 1. — P. 7-14. http://ena.lp.edu.ua:8080/handle/ntb/31911 [Архівовано 27 серпня 2020 у Wayback Machine.]
26. Ремінісценції стилістики львівської скульптурної школи XVIII ст. у творчості митців ХІХ — початку ХХ ст. // Львівська національна галерея мистецтв ім. Б. Г. Возницького: Дослідження і матеріали. Науковий збірник. Випуск IV: 2012—2015. — Львів, 2015. — С. 103—110.
27. Романтизм у мистецтві Львова 1820-1870-х років // Мистецтвознавство'15. — Львів: Спілка критиків та істориків мистецтва, 2015. — C. 9-24. https://issuu.com/858752/docs/zbirnyk-15-druk__1_ [Архівовано 7 листопада 2021 у Wayback Machine.]
28. Творчість мулярських майстрів і скульпторів-декораторів львівських споруд кінця ХІХ — початку ХХ ст. // Вісник Національного університету «Львівська політехніка». — № 836: Серія: Архітектура. — Львів: Видавництво Львівської політехніки, 2015. — C. 211—221. http://ena.lp.edu.ua:8080/handle/ntb/33767 [Архівовано 7 вересня 2020 у Wayback Machine.]
29. Львівські митці з родини Шапіра // Львівська національна галерея мистецтв ім. Б. Г. Возницького: Дослідження і матеріали. Науковий збірник. Випуск V: 2016 / Упорядники: Ю. Бірюльов, В. Пшик. Наук. редактор і розробник макету: Ю. Бірюльов. — Львів: Центр Європи, 2016. — С. 116—121.
30. Вступ, виправлення, зауваження і коментарі // Яворський Ф. З минулого Львова / Наукова редакція Юрія Бірюльова — Львів: Центр Європи, 2017. — 304 с.
31. Lviv sculpture in modernist architecture // Lviv: city, architecture, modernism. — Wroclaw, Museum of Architecture in Wroclaw, 2017. — P. 277—299.
32. «Львівський Морріс» — Мар'ян Ольшевський. Вісник Львівської національної академії мистецтв. Випуск 32. 2017. С. 283—295. URL: https://lnam.edu.ua/files/Academy/nauka/visnyk/pdf_visnyk/32_new/25.pdf [Архівовано 28 жовтня 2020 у Wayback Machine.]
33. Творчість єврейських скульпторів у Львові в 1919—1941 рр. Вісник Львівської національної академії мистецтв. Випуск 35. 2018. С. 55-71. URL: https://lnam.edu.ua/files/Academy/nauka/visnyk/pdf_visnyk/35/55-71_Biriuliov.pdf [Архівовано 7 листопада 2021 у Wayback Machine.]. Змінена і доповнена англомовна версія: Biryulov Yu. Jewish Sculptors in Lviv, 1919—1941. From Ausgleich to the Holocaust: Ukrainian and Jewish Artists of Lemberg/Lwów/Lviv. Weimar: Grünberg Verlag, 2019. P. 150—163.
34. Ангели в давній скульптурі Львова. Ангели/Angels: Виставка у Львові 20. 06 — 22. 09. 2019. К.: Артбук, 2019. С. 218—229.
35. Архітектурне оточення Івана Левинського. Іван Левинський. Імпульс. К.: Артбук, 2019. С. 10-20.
36. Biriulow J. Jan Lewiński oraz architekci Lwowa końca XIX i początku XX wieku. Emanacje. Profesorowi Jerzemu Malinowskiemu w 70. Urodziny. Pamiętnik Sztuk Pięknych/Fine Arts Diary, nowa seria, nr 15, Warszawa-Toruń: Tako, 2020. S. 371—380.
37. Biryulov Yu. New Jewish style in Lviv architecture: the historic transformation in the urban space. Architecture and Engineering. ISSN: 2500-0055. Vol. 5, 2020, Issue 4, pp. 18-27. URL: https://aej.spbgasu.ru/index.php/AE/article/view/338/183 [Архівовано 7 листопада 2021 у Wayback Machine.]
38. Biriulow J. Dawna architektura żydowska we Lwowie: okresy i kierunki rozwoju. Studia z architektury nowoczesnej / Studies on modern architecture. T. 8: Architektura miast / V. 8: The Architecture of the Sities. Warszawa-Toruń, 2020. S. 123—154.
39. Biriulow J. Epoka marzeń: wątki romantyzmu w architekturze i rzeźbie Lwowa. Sztuka Europy Wschodniej / Искусство Восточной Европы / The Art of Eastern Europe. — T. VIII/v. VIII: Romantyzm i jego tradycje / Романтизм и его традиции / Romanticism and its tradition. Warszawa-Toruń, 2020. S. 139—149.
40. «Tak malować, jak pan Siemiradzki maluje, umieją tylko mistrzowie». Prasa lwowska o Henryku Siemiradzkim: Antologia tekstów z lat 1872—1914. Polski Instytut Studiów nad Sztuką Świata. Warszawa-Toruń: Tako, 2021. 388 s. (Wybór tekstów — Jurij Biriulow. Układ, uzupełnienia, redakcja naukowa — Małgorzata Biernacka). ISBN 978-83-66758-01-8
41. Biryulov Yu. The work of Karel Boublík/Dílo Karla Boublíka. Architektúra & urbanizmus. ISSN: 0044-8680 (print), 2729-8752 (online). 2021, Volume 55, No. 1-2, pp. 97-104. https://www.architektura-urbanizmus.sk/2021/07/02/the-work-of-karel-boublik/ [Архівовано 7 листопада 2021 у Wayback Machine.] DOI: https://doi.org/10.31577/archandurb.2021.55.1-2.8
42. Рання творчість Лева Ґеца: впливи поліетнічного сецесійного мистецтва Львова та аспект особистих взаємин. Міжнародна науково-теоретична конференція «Мистецька і педагогічна спадщина Лева Ґеца у контексті мистецької освіти та культуротворчих процесів у Європі 1910-1960-х років». Львів, 21-22 жовтня 2021 р. Львів, 2021. С. 4-7.
43. Biriulow J. Lwowska krytyka artystyczna przełomu XIX i XX wieku o impresjonizmie // Pamiętnik Sztuk Pięknych — Fine Arts Diary, nowa seria, nr 16. Warszawa-Toruń: Tako, 2021, s. 55-62. http://www.world-art.pl/o,220,pamietnik-sztuk-pieknych-fine-arts-diary.html
44. Biriulow J. Dwie epoki inspiracji: motywy antyczne w sztuce lwowskiej z lat 1800—1840 i 1900—1939 // Sztuka Europy Wschodniej — The Art of Eastern Europe, t. X, Warszawa-Toruń 2022. S. 145—155. http://www.world-art.pl/o,242,sztuka-europy-wschodniej-the-art-of-eastern-europe.html
45. Львівська школа дизайну середовища 1872—1918 рр.: теоретичні засади та їх втілення // Вісник Львівської національної академії мистецтв. — 2022. Вип. 48. С. 99-114. https://visnyk.lnam.edu.ua/visnyk/2022/48/yuriy-biryulov-99-114
46. Львівська школа дизайну середовища 1919—1944 рр.: теоретичні засади та їх втілення // Вісник Львівської національної академії мистецтв. — 2022. Вип. 49. С. 97-105. https://visnyk.lnam.edu.ua/visnyk/2022/49/yuriy-biryulov-97-105
47. Biryulov Yu. Між різними стильовими полюсами: творчість жінок-скульпторок у Львові в 1919—1939 // Przegląd Wschodnioeuropejski, XIII/2, 2022. S. 33-48. ISSN: 2081—1128. https://czasopisma.uwm.edu.pl/index.php/pw/article/view/8447

## Публікації про Юрія Бірюльова
- Бадяк В. П. Бірюльов Юрій Олександрович // Енциклопедія Сучасної України. — Т. 3. — К., 2004. — С. 51. https://esu.com.ua/search_articles.php?id=35404 [Архівовано 7 листопада 2021 у Wayback Machine.]
- Miśkowiec M. Jurij Biriulow: Secesja we Lwowie // Rocznik Lwowski 2000—2001. — Warszawa, [2002]. — S. 321—324 [рецензія]. https://www.lwow.home.pl/rocznik/ksiazki2001.html#2001-biriulow [Архівовано 7 листопада 2021 у Wayback Machine.]
- Miśkowiec M. Wartościowa książka o Lwowie: (Jurij Biriulow, Rzeźba lwowska od połowy XVIII wieku do 1939 roku). Rocznik Lwowski 2008—2009. — Warszawa, 2010. — S. 339—348 [рецензія]. https://www.lwow.home.pl/rocznik/2008-09/ksiazki2008-09.html#2008-rzezba [Архівовано 7 листопада 2021 у Wayback Machine.]
- Костенко Т. Сецесійні будівлі — немов картини [рецензія на книгу Ю. Бірюльова «Мистецтво львівської сецесії». Л., 2005]. Високий Замок. 2005. № 218, 28. ХІ. С. 5.
- Івашків Г. Юрій Бірюльов. Захаревичі: Творці столичного Львова // Мистецтвознавство'10. — Л., 2010. — С. 275—276 [рецензія].
- Станкевич М. 60-літній ювілей Юрія Бірюльова // Мистецтвознавство'12. — Л., 2012. — С. 311. https://issuu.com/858752/docs/zbirnyk_2012 [Архівовано 7 листопада 2021 у Wayback Machine.]
- Malinowski J. Żydowska architektoniczna spuścizna Lwowa. Monografia naukowa — recenzja książki. Sztuka i Krytyka, 2022 nr 10 (121), s. 8-10. http://www.world-art.pl/o,230,sztuka-i-krytyka-art-and-criticism-komunikat-zarzadu-polskiego-instytutu-studiow-nad-sztuka-swiata-2022-nr-10-121.html